# Natsu e no tobira
Natsu e no Tobira  (夏への扉, literalmente, La puerta al verano?) es el tercer manga escrito e ilustrado por Keiko Takemiya, en 1975, y uno de los primeros en considerarse del género shōnen-ai. Originalmente publicado en la revista Hana to Yume, publicación perteneciente a la editorial japonesa Hakusensha. Posteriormente, fue recopilado en el 2000, por Kōdansha.
Cuenta también con una adaptación al anime lanzada el 20 de marzo de 1981 en Japón.

## Trama
La trama es un romance trágico de mayoría de edad que involucra a cinco niños en una academia francesa: un joven Marion comienza un romance con una mujer mayor; su amiga Ledania tiene sentimientos no correspondidos por él; su amigo Claude está profundamente enamorado de Marion; los amigos Lind y Jacques desarrollan una peligrosa rivalidad sobre su amor por Ledania.
- Datos: Q5225143